# Технологија меса (часопис)
Технологија меса је научни часопис који се издаје од 1960. године. Часопис објављује резултате основних и примењених истраживања у области биотехничких наука, односно грана: ветеринарство, прехрамбено инжењерство и биотехнологија.Министарство науке и технолошког развоја је одлуком бр. 413-0000467/2000-01 је сврстао часопис у часопис од посебног научног интереса.

## О часопису
Часопис је намењен истраживачима из области науке о месу и сродних области, произвођачима из индустрије хране, прехрамбеним технолозима и другим истраживачима из сродних области.
Научни радови се баве темама као што су производња и технологија меса, јаја, животињске масти, микробиологије хране, хемијског састава хране, контаминената животне средине, употребе адитива, материјала за паковање, безбедности и квалитета меса и производа од меса, али и хране уопште итд.
„Технологија меса“ је према категоризацији Министарство просвете науке и технолошког развоја Републике Србије сврстан у категорију водећи национални часопис (М51) и једини у области хигијене и технологије меса у Србији.
Оснивач и издавач Институт за хигијену и технологију меса - Београд, Република Србија.

### Периодичност излажења
Часопис се објављује два пута годишње.

### Уредници
Главни и одговорни уредник часописа је др Весна Ђорђевић.

#### Уредници тематских области
- Др Весна Ђорђевић – Микробиологија, хигијена и квалитет намирница
- Др Ненад Паруновић – Хигијена и технологија намирница, сензорска анализа намирница и аутохтоне расе свиња
- Др Иван Настасијевић – Безбедност хране
- Др Бранко Велебит – Микробиологија
- Др Бранкица Лакићевић – Молекуларна микробиологија
- Др Зоран Петровић – Амбалажа, паковање хране и заштита животне средине
- Др Драган Милићевић– Безбедност хране и добробит животиња
- Др Радивој Петронијевић – Безбедност и квалитет хране, аналитичка хемија
- Др Срђан Стефановић – Резидуе и контамииненти животне средине

##### Уређивачки одбор
- Prof. dr Luca Cocolin, Пољопривредни факултет, Катедра за експлоатацију и заштиту агрикултуралних и шумских ресурса, Сектор за микробиологију, Торино, Италија
- Др Неђељко Карабасил, Универзитет у Београду, Факултет ветеринарске медицине, Катедра за хигијену и технологију намирница анималног порекла, Београд, Република Србија
- Prof. dr Iva Steinhauserova, Факултет за ветеринарску хигијену и екологију, Депатман за хигијену и технологију меса, Брно, Чешка Република
- Др Радмила Марковић, Универзитет у Београду, Факултет ветеринарске медицине, Катедра за исхрану и ботанику, Београд, Република Србија
- Prof. dr Galia Zamaratskia, Шведски пољопривредни универзитет, Депатман за науку о храни, Упсала, Шведска
- Др Владислав Зекић, Универзитет у Новом Саду, Пољопривредни факултет, Департмент за економику пољопривреде и социологију села, Нови Сад, Република Србија
- Проф. др Драган Роган, Универзитет у Гуелфу, Катедра за патобиологију, Онтарио, Канада
- Доц. др Драган Илић, Универзитет у Новом Саду, Факултет за економију и инжењерски менаџмент, Нови Сад, Република Србија
- Prof. dr Antonia Ricci, Департман за безбедност хране, анализу ризика и јавно здравље, Национална лабораторија за Салмонеллу/ОИЕ рефрентна лабораторија за Салмонеллу, Падова, Италија
- Доц. др Игор Томашевић, Универзитет у Београду, Пољопривредни факултет, Катедра за технологију анималних производа, Београд, РепубликаСрбија
- Доц. др Томаж Полак, Биотехнички факултет, Катедра за технологију меса и процену хране,Љубљана, Република Словенија
- Доц. др Владимир Томовић, Универзитет у Новом Саду, Технолошки факултет, Катедра за инжењерство конзервисане хране, Нови Сад, Република Србија
- Dr Irina Tchernukha, Сверуски институт за месо ВНИИМП, Москва, Руска Федерација
- Др Весна Ђорђевић, Институт за хигијену и технологију меса, Београд, Република Србија
- Проф. др Томас Алтер, Факултет ветеринарске медицине, Институт за хигијену и технологију меса, Институт за хигијену хране и млека, Берлин, Немачка
- Др Драган Милићевић, Институт за хигијену и технологију меса, Београд, Република Србија
- Dr Sabine Leroy, Национални институт за пољопривредна истраживања, Истраживачки центар Клермон-Феран, Француска
- Др Ненад Паруновић, Институт за хигијену и технологију меса, Београд, Република Србија
- Др Милорад Мириловић, Универзитет у Београду, факултет ветеринарске медицине, Катедра за економију и статистику, Република Србија
- Др Иван Настасијевић, Институт за хигијену и технологију меса, Београд, Република Србија
- Проф. др Милан Балтић, Универзитет у Београду, Факултет ветеринарске медицине, Катедра за хигијену и технологију намирница анималног порекла, Београд, Република Србија
- Др Бранко Велебит, Институт за хигијену и технологију меса, Београд, Република Србија
- Проф. др Владо Теодоровић, Факултет ветеринарске медицине, Катедра за хигијену и технологију намирница анималног порекла, Београд, Република Србија
- Др Бранкица Лакићевић, Институт за хигијену и технологију меса, Београд, Република Србија
- Проф. др Милица Петровић, Пољопривредни факултет, Катедра за оплемењивање домаћих и гајених животиња, Београд, Република Србија
- Др Зоран Петровић, Институт за хигијену и технологију меса, Београд, Република Србија
- Проф. др Сава Бунчић, Универзитет у Новом Саду, Пољопривредни факултет, Департман за ветеринарску медицине, Нови Сад, Република Србија
- Др Јасна Ђиновић-Стојановић, Институт за хигијену и технологију меса, Београд, Република Србија
- Др Мирјана Димитријевић, Универзитет у Београду, Факултет ветеринарске медицине, Катедра за хигијену и технологију намирница анималног порекла, Београд, Република Србија
- Др Слободан Лилић, Институт за хигијену и технологију меса, Београд, Република Србија

## Реферисање у базама података
Садржај часописа „Технологија меса“ видљив је до нивоа апстракта у бази података Food Science and Technology Abstract.
У пуном тексту у:
- CABI бази података[3]
- EBSCO Publishing[4]
- AGRIS бази података[5]